# Ngựa Mông Cổ
Ngựa Mông Cổ (tiếng Mông Cổ: Адуу, aduu: có nghĩa là con ngựa) là giống ngựa bản địa của Mông Cổ, đây là nòi ngựa chiến nổi tiếng sinh ra trên các vùng thảo nguyên Mông Cổ và sa mạc Gobi thời đế quốc Nguyên Mông thế kỷ VII-XIII. Giống ngựa này hầu như không hề thay đổi kể từ thời kỳ Thành Cát Tư Hãn. Ngựa Mông Cổ là giống ngựa rất giỏi chịu đựng và dai sức, tuy chỉ cao từ 130 đến 140 cm nhưng lại dễ nuôi, chỉ thuần cỏ không cũng đủ và vì thế rất ít tốn kém. Ngựa Mông Cổ có vai trò to lớn trong nền văn hóa Mông Cổ.
Người Mông Cổ thuần hóa loài ngựa từ rất sớm. Số lượng chúng lại rất nhiều, người du mục sống theo kiểu truyền thống ở Mông Cổ vẫn còn nuôi hơn 3 triệu con đông hơn dân số của đất nước Mông Cổ. Đó là nòi ngựa chiến nổi tiếng đã được tạo ra trên các vùng thảo nguyên Mông Cổ đến Gôbi từ thời kỳ cường thịnh của đế quốc Nguyên Mông từ thế kỷ XIII đến thế kỷ XIV. Đế quốc này đã từng có một đội kỵ binh lớn và thiện chiến dũng mãnh bậc nhất thế giới, những giống ngựa ở Mông Cổ đều rất dẻo dai và nổi tiếng trên toàn thế giới, chúng được rèn luyện ở những điều kiện thời tiết khắc nghiệt.

## Đặc điểm

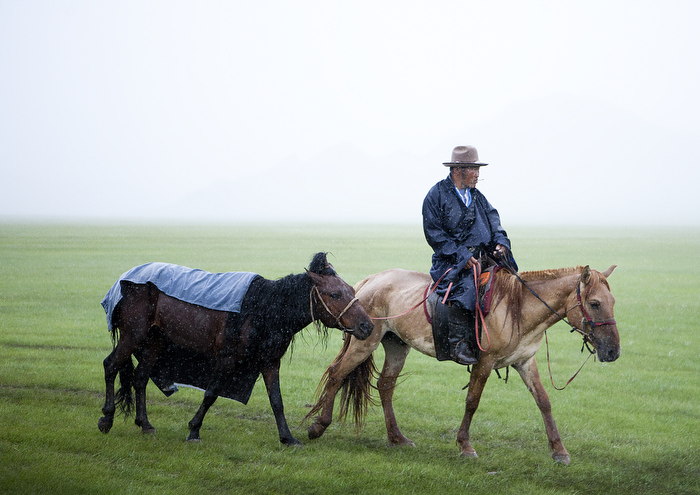
Ngựa Mông Cổ có khả năng chịu đựng thời tiết khắc nghiệt

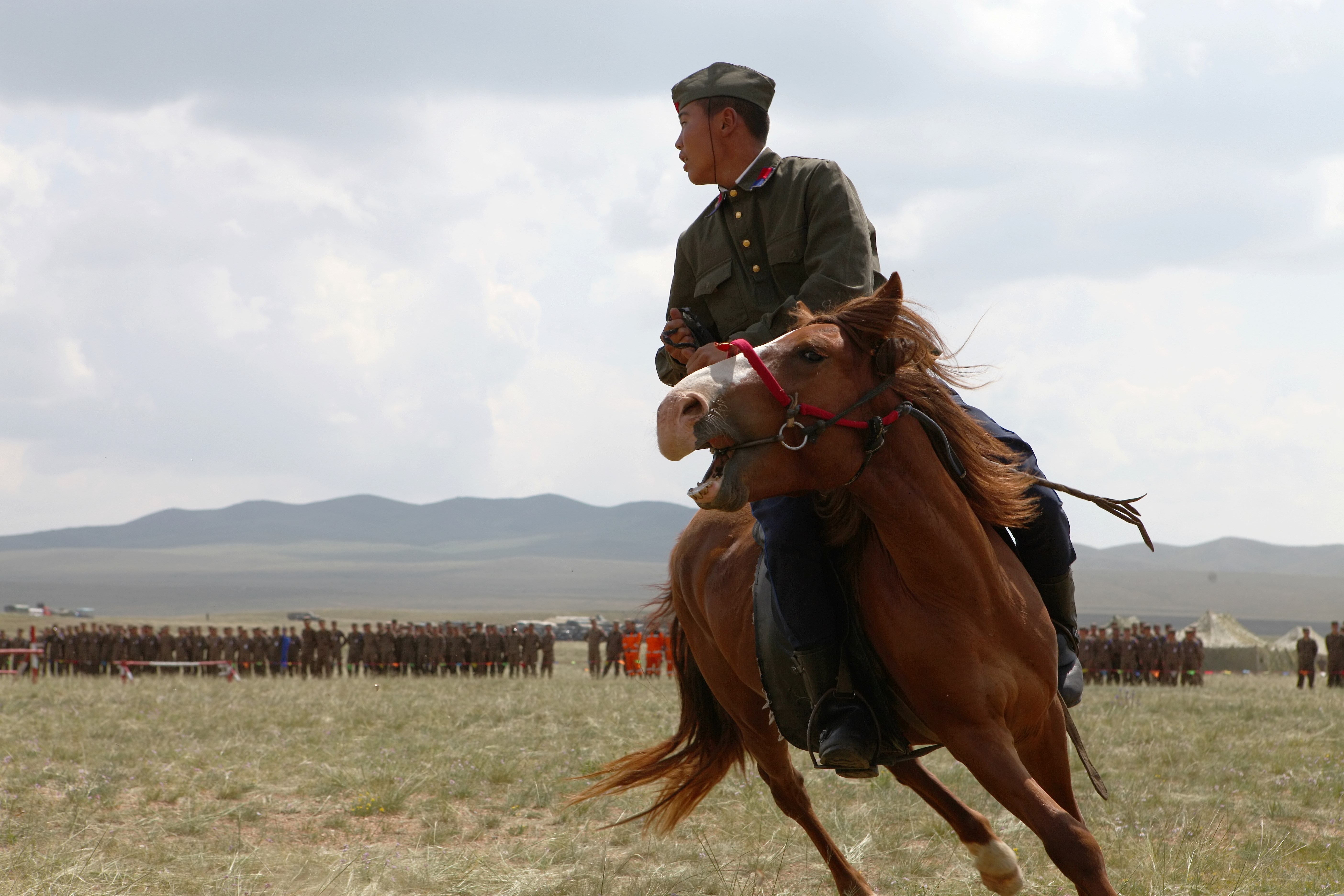
Một sĩ quan quân đội Mông Cổ đang cưỡi ngựa trong một buổi thao diễn

Ngựa Mông Cổ có tầm vóc cỡ trung bình, thậm chí là có tầm thấp, chúng chỉ cao khoảng 1,4m, toàn thân có màu nâu đỏ hoặc nâu sẫm. Chúng có thân hình cân đối, ngực nở, bụng thon, chân to, bốn chân chắc khỏe, lông dày, cổ nở, dáng không đẹp bằng ngựa Ả Rập nhưng rất khoẻ, sức bền bỉ, lại ăn ít. Giống ngựa này có tốc độ chạy khá nhanh từ 30–45 km/h, tốc độ đối đa 40 km/h đặc biệt, giống ngựa này rất dai sức, có thể phi nước kiệu trong 10 giờ liền nên từ xưa ngựa Mông Cổ đã được mệnh danh là thiên lý mã. Đặc biệt khi phi nước đại, chúng luôn nhoài đầu về phía trước cho nên người cưỡi ngựa rất thuận lợi cho việc sử dụng cung tên mà không lo vướng víu.
Đa phần những giống ngựa ở Mông Cổ đều rất dẻo dai và nổi tiếng trên toàn thế giới. Ngựa Mông Cổ lại dễ nuôi, chỉ ăn cỏ cũng sống được. Ở Mông Cổ, Chúng được rèn luyện ở những điều kiện thời tiết khắc nghiệt những con ngựa sống ngoài trời quanh năm ở 30 °C (86 °F) vào mùa hè xuống đến -40 °C (-40 °F) vào mùa đông. Những con ngựa Mông Cổ còn có khả năng biết cào tuyết tìm thức ăn do đó trong lịch sử chúng có thể rong ruổi từ đông sang tây theo những cánh quân Mông Cổ chinh phạt thế giới ở cả những vùng giá lạnh, chúng không hề kén thức ăn như các giống ngựa khác. Trước đây, ngựa đực đều bị thiến (gelding) để khi hành quân không nổi cơn bất tử khi thấy ngựa cái và chỉ những con đực khỏe mạnh nhất mới được giữ lại làm giống.
Ngựa Mông Cổ thì nhỏ gọn, tính chiến đấu cao, có khả năng tự tìm nguồn nước, thức ăn và sống rất khỏe trong mọi điều kiện thời tiết. Là giống ngựa vùng thảo nguyên, tầm vóc không lớn nhưng có sức chịu đựng dẻo dai và chịu được điều kiện khô hạn của thảo nguyên. Ngựa Mông Cổ là giống ngựa kiêm dụng vừa làm việc vừa khai thác sữa phục vụ cho con người. Nếu ngựa cái được chọn lọc và nuôi dưỡng tốt có thể đạt 1lít sữa/con/ngày. Ngựa có kích thước như sau (ngựa cái): Cao vây: 126,9 cm Vòng ngực: 154,2 cm Dài thân chéo: 134,2 cm Vòng ống: 16,8 cm 1.4. M. Ngựa Mông Cổ được huấn luyện sao cho kỵ sĩ có thể bắn cung đủ mọi hướng trong khi chạy nhanh và sao cho thật ổn định khiến cho xạ thủ không bị trở ngại.
Một ưu điểm của tư thế đó là khi chạy nhanh con ngựa bao giờ cũng nhoài đầu về trước khiến cho cung thủ không bị vướng víu, có thể quay ngang quay dọc, trái phải một cách tự do. Ngựa phải được hoàn toàn tự do, không yên cương, không ràng mõm, không chở đồ nặng và chỉ được thắng giàm vào giờ phút cuối cùng trước khi xung trận. Khi hành quân, nếu cần có thể rạch một mạch máu ngay trên cổ con ngựa đang cưỡi để hút máu. Những con ngựa đó được các chiến sĩ nuôi dưỡng trực tiếp từ khi còn nhỏ, ngoan ngoãn và thân cận. Họ có thể ngồi liên tiếp trên lưng ngựa mười ngày liền, ăn ngủ trên đó. Nếu cần họ cắt thịt để dưới yên để cho thịt được "dần" mềm rồi ăn sống.
Mỗi chiến sĩ thường mang theo một đàn (có khi đến 18 con) để thay đổi khi cần nên tốc độ di chuyển của họ rất nhanh khiến cho nhiều nơi thấy họ ào ào kéo tới tưởng như thiên binh thần tướng trên trời đổ xuống. Ngựa Mông Cổ lại dễ nuôi, chỉ ăn cỏ cũng sống được nên vấn đề binh lương tiếp liệu giảm thiểu hẳn. Chiến sĩ Mông Cổ nếu cần có thể uống máu, ăn thịt tọa kỵ của mình nên quân đội không phải cồng kềnh những binh đội phụ thuộc, hoàn toàn có thể tập trung để chiến đấu trong khi quân đội những nơi khác chỉ sử dụng thực sự vào khoảng 1/3 nhân lực. Lúc lâm trận, mỗi kỵ binh Mông Cổ có thể sử dụng cả đôi ngựa và chiến đấu rất xuất sắc.

## Sử dụng

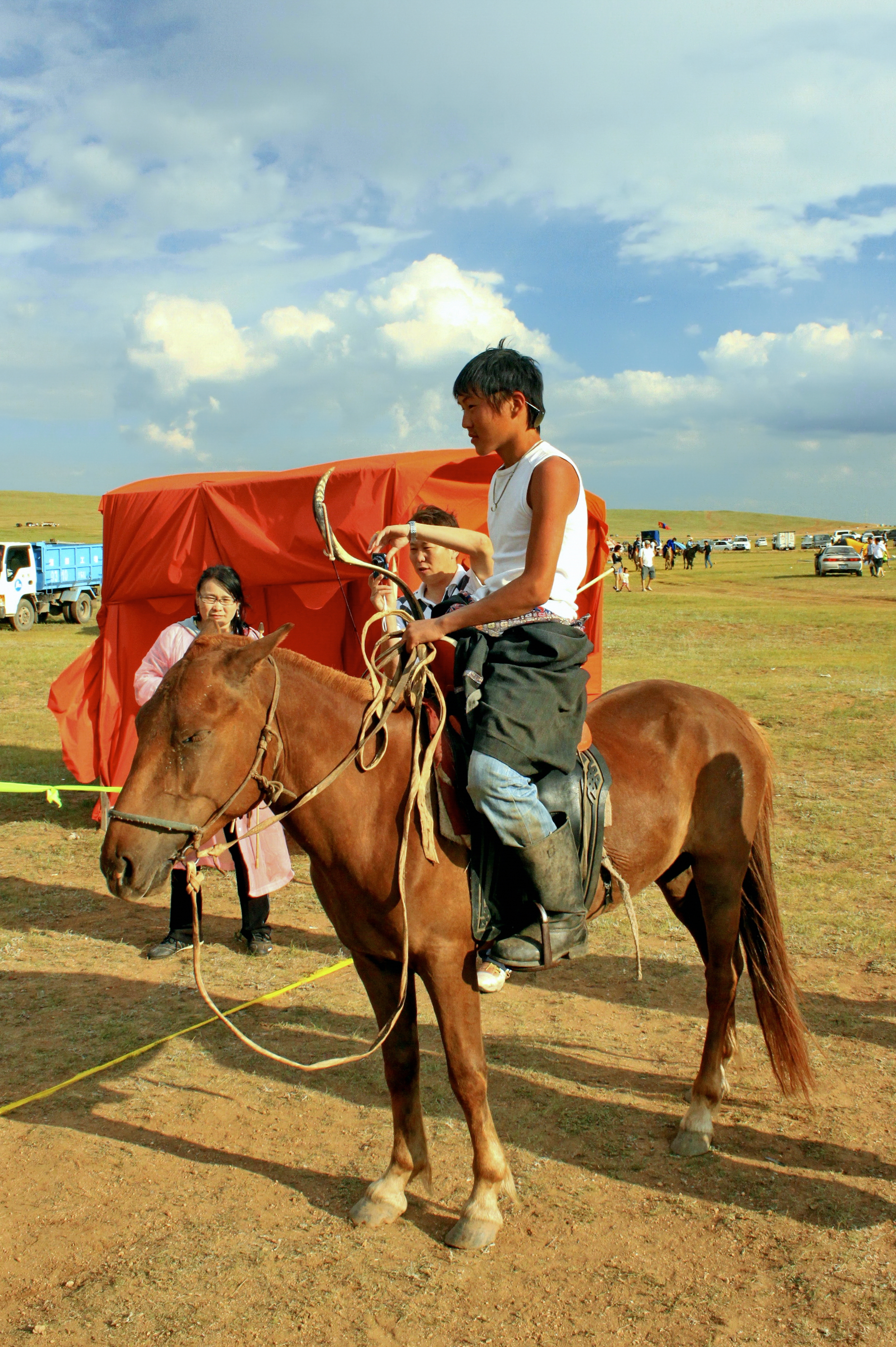

Ngựa Mông Cổ được huấn luyện để dùng cho việc săn bắn, vận chuyển và đặc biệt là dùng trong chiến tranh. Ngựa Mông Cổ gắn liền với sự kiện quan trọng trong lịch sử thế giới đó là sự hình thành và bành trướng của Đế chế Mông Cổ trên toàn thế giới thời đó. Thuật ngữ vó ngựa Mông Cổ gây khiếp đảm cho những giống dân bản xứ nhất là ở châu Âu với câu nói Vó ngựa Mông Cổ đến đâu thì ở đó cỏ không mọc được.
Nhưng con ngựa mới là loài thiết yếu hơn hết trong đời sống du mục. Trên một cõi đất bao la mà những cánh đồng cỏ thường cách nhau hàng trăm dặm đường, người Mông Cổ chỉ trông cậy vào phương tiện giao thông nhanh hơn hết là ngựa. 
Sữa của con ngựa được chế biến thành các airag đồ uống, và một số động vật được giết mổ thịt. Khác hơn thế, chúng phục vụ cho cả công việc hàng ngày của những người du mục và trong cuộc đua ngựa. Họ chú trọng sản xuất ngựa thật nhanh, thật nhiều vì mỗi tấc đường đều cần đến ngựa và chỉ có họ mới điều khiển nổi những con ngựa bất kham ấy.

### Thuần dạy
Trong lịch sử, người Mông Cổ cưỡi ngựa thì họ phi ngựa như bay không cần cầm cương, hai tay đều rảnh để cầm vũ khí. Ngựa đang phi họ có thể nhảy xuống đất chạy theo, rồi nhảy trở lại lên lưng như trò xiếc: có thể cưỡi suốt 15 giờ liền, mỗi ngày đi được 75 cây số. Họ rong ruổi đây đó, hoặc theo bầy súc vật hoặc đuổi thú rừng. Cuộc sống trên lưng ngựa đã gây cho người Mông Cổ một tâm hồn khoáng đạt, tự do; những lúc đi xa thường phải phi ngựa đơn độc và tự bảo vệ lấy sinh mạng của mình, do đó họ có tinh thần bình đẳng và tinh thần độc lập mạnh mẽ. Ngoài ra, qua bao thế kỷ, việc nuôi ngựa và say mê thích thú nghề kỵ mã đã tạo ra một số người nặng óc tự tôn, trở thành giai cấp quý tộc Mông Cổ.
Người Mông Cổ rất coi trọng việc chăm sóc bầy gia súc, nhất là thuần dưỡng chiến mã, trong cuộc trường chinh, họ cũng tìm cách bổ sung bầy chiến mã từ nguồn chiến lợi phẩm. Sau những trận chiến, kỵ binh Mông Cổ thản nhiên nhảy xuống ngựa mà không cần buộc dây cương, với loài chiến mã Mông Cổ này, chúng được huấn luyện thuần thục, ít khi cất tiếng hý vang, cũng không dám dời chỗ dù suốt cả ngày cũng vậy trừ khi đêm xuống phải lùa tập trung vào một nơi có nguồn cỏ xanh non, đến sáng người mông Cổ có thể thắng yên trên lưng chiến mã mà không cần phải cho ăn uống tiếp. Trong thời gian chính chiến hoặc trải qua một cuộc hành trình dài, ít khi người Mông Cổ cho ngựa ăn nhiều, vì theo họ, trong lúc đang di chuyển khó nhọc, ăn vào ngựa dễ sinh bệnh. Trong khi đó các bộ lạc ở phía Nam Trung quốc không biết được bí quyết này, thường cho ngựa ăn uống dọc đường quá nhiều nên ngựa rất hay đau yếu
Người Mông Cổ rất có kinh nghiệm thuần dưỡng, huấn luyện loài chiến mã, họ huấn luyện ngựa giống ngay từ khi nó được một vài tuần tuổi, vì vậy khi được ba tuổi trở lên, giống ngựa Mông Cổ đã trở nên thuần thục, phục tùng chủ nó mà không hề dám cưỡng lại. Đối với những con ngựa bất kham, khó dạy, người Mông Cổ thường bỏ đói hoặc buộc dây cương ngắn khiến đầu nó phải ngất cao lên, cho đến lúc nào con ngựa mỏi gối chồn chân, hết thái độ ương ngạnh thì họ mới thả và cho chúng ăn uống Người Mông Cổ còn biết phân biệt hai loại chiến mã. Loại ngựa giống chưa bị lai tạo được gọi là "Công Mã", loại thứ hai gồm những con đã lai giống gọi là "Loa Mã". Người Mông Cổ đã biết dùng loại ngựa nòi (ngựa đực giống)-Công Mã làm đầu đàn, thường thì mỗi "Công Mã" được giao nhiệm vụ kiềm chế năm sáu chục con "Loa Mã", loại Công Mã này thường rất khỏe và hung hãn khiến những con Loa Mã khác phải khiếp sợ và phục tùng Có thể nói rằng việc tập luyện chiến mã của người Mông Cổ đã đạt đến trình độ công phu và tuyệt diệu, vó ngựa trường chinh của kỵ binh Mông Cổ đã khiến người phương Tây khiếp sợ và hết sức thán phục

### Phương tiện

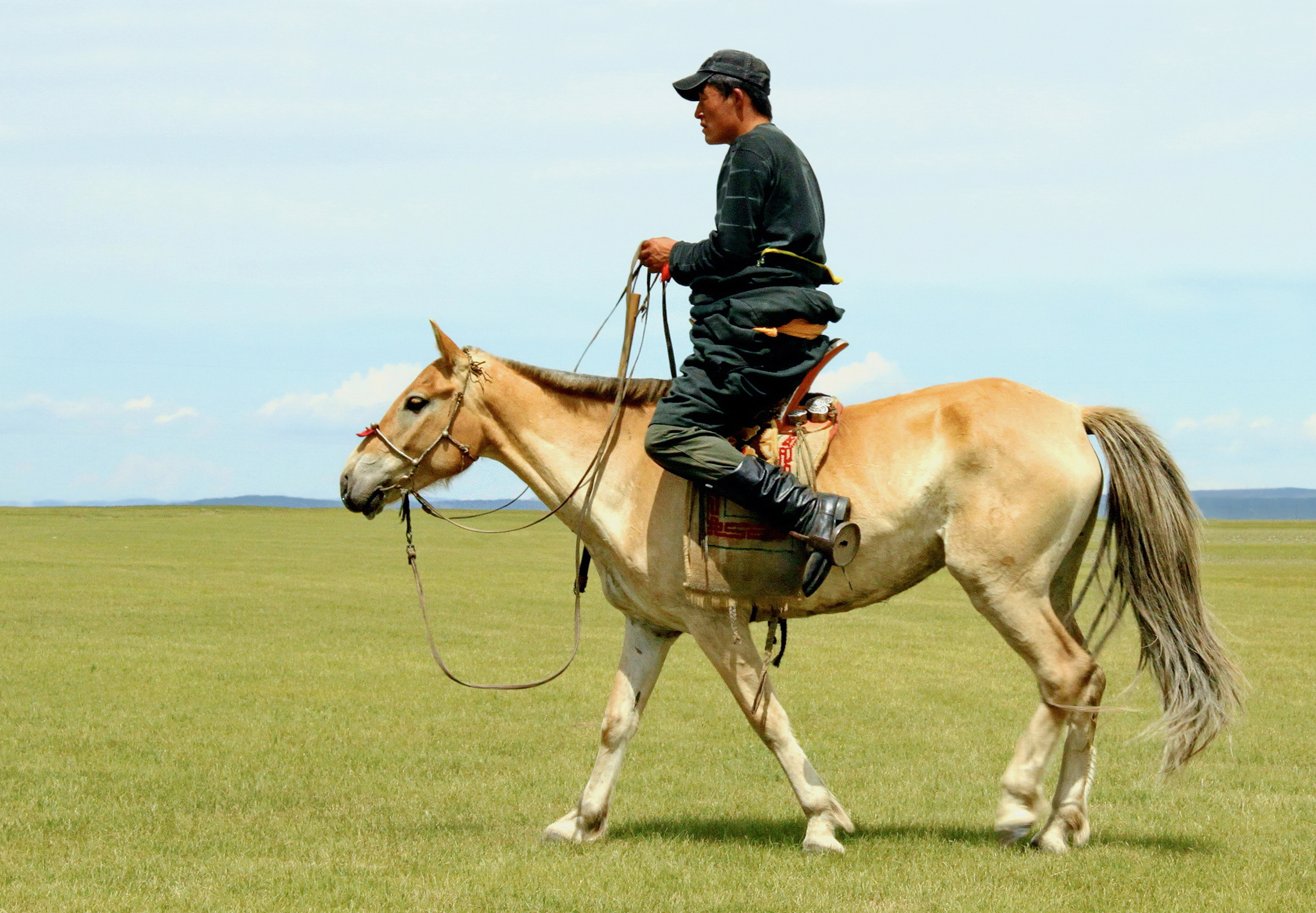
Ngựa là phương tiện di chuyển chính của người Mông Cổ

Số ngựa ở Mông Cổ còn nhiều hơn cả số dân, và loài ngựa chiếm một vị trí vô cùng quan trọng trong văn hóa ở Mông Cổ. Người Mông Cổ coi loài ngựa như là bạn đồng hành trong suốt cả ngày lẫn đêm. Ngựa vừa là niềm vui vừa là sự tự hào của người dân Mông Cổ. Loài ngựa phổ biến trong văn hóa của người Mông Cổ tới nỗi, nếu một ai đó muốn đi vệ sinh họ sẽ bảo với những người xung quanh rằng: Để tôi đi xem con ngựa của mình một lát.
Trẻ con Mông Cổ học cưỡi ngựa từ năm 3 tuổi, gần như cùng thời điểm với lúc chúng tập đi chập chững những bước đầu tiên. Trong suốt thời gian diễn ra Lễ hội Nadaam, hàng nghìn con ngựa được tập hợp lại để chuẩn bị cho 3 môn thể thao chính là đua ngựa, bắn cung và đấu vật. Quãng đường diễn ra cuộc đua ngựa là từ 15–30 km. Trước mỗi cuộc đua, mỗi địa phương sẽ chọn ra một người lãnh đạo đội thi của mình (còn gọi là Gal trong tiếng Mông Cổ) sẽ lĩnh trọng trách huấn luyện ngựa đua của mình bằng những phương pháp đặc biệt được truyền từ đời này sang đời khác.
Khác với các nước phương Tây, dân Mông Cổ cầm dây cương ngựa bằng một tay, và dùng những bàn đạp nhỏ hơn. Họ cũng không đặt tên cho mỗi con ngựa của mình, mà thay vào đó dùng những từ chỉ màu sắc để gọi chúng. Có tới hơn 300 từ chỉ màu sắc thường được dùng để phân biệt những con ngựa với nhau ở Mông Cổ, và đặc biệt hơn là không ai nhầm lẫn khi sử dụng chúng. Có một số quy định bắt buộc cần phải tuân theo khi muốn chinh phục một chú ngựa Mông Cổ là không được mặc quần áo quá sặc sỡ, không được mặc những thứ phát ra tiếng sột soạt, luôn mặc quần dài và phải trèo lên lưng ngựa từ phía bên trái, không được ngồi hay quỳ gối ở gần ngựa.
Với khách du lịch nước ngoài, một khóa học thường kéo dài ít nhất 7 ngày, đối tượng để du khách lựa chọn thường là những con ngựa non khoảng 2 tuổi, đơn giản là bởi vì chúng sẽ dễ bảo hơn những con ngựa già khác. Bắt đầu từ việc làm quen với ngựa, tìm hiểu những thói quen riêng của từng con, học cách chăm sóc vỗ về chúng trong suốt cả ngày và mức độ cao nhất là khi một du khách có thể điều khiển ngựa để chăn những đàn cừu, dê hay bò trên thảo nguyên. Những con ngựa được huấn luyệt tốt có khả năng chạy liên tục dù không còn người chủ ở trên lưng.
Tại Việt Nam, trại ngựa Trung Nguyên là một phần của trang trại Krông Á. Ban đầu, ngựa nuôi chủ yếu là giống ngựa Mông Cổ, dáng thấp bé. Về sau có thêm những con ngựa hay nhất của trường đua Phú Thọ. Ban đầu, Trung Nguyên chỉ nuôi những giống ngựa bạch có nguồn gốc từ đất nước vó ngựa là ngựa Mông Cổ và một vài giống ngựa có nguồn gốc khác về nuôi thử nghiệm. Hiện nay, Việt Nam đang có dự án Luật Cảnh sát cơ động thay thế cho Pháp lệnh Cảnh sát cơ động trong đó có nội dung về việc tăng thêm một số tổ chức mới như Trung đoàn Cảnh sát cơ động Kỵ binh. Theo đó, tiếp nhận 105 con ngựa Mông Cổ để phục vụ cho Trung đoàn Cảnh sát cơ động Kỵ binh hoạt động. Phần lớn số ngựa vẫn đang được thuần dưỡng ở Thái Nguyên với sự huấn luyện của chuyên gia nước ngoài, số ngựa sau khi được thuần dưỡng sẽ phục vụ tuần tra, phòng chống tội phạm, xử lý tình huống đảm bảo an ninh trật tự; đồng thời phục vụ các nghi lễ, nghi thức.

### Ẩm thực

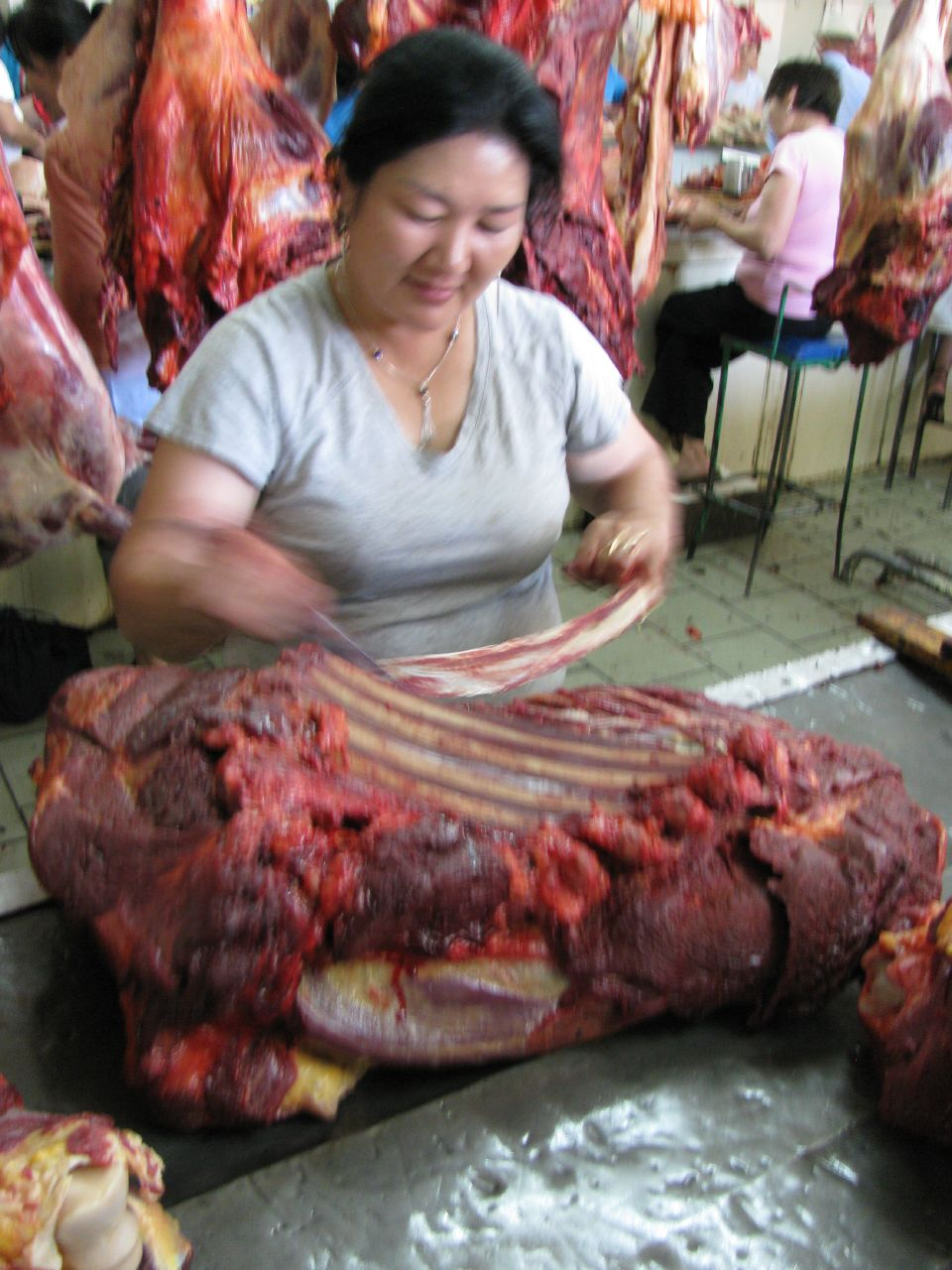
Thịt ngựa được bày bán tại Mông Cổ

Người Mông Cổ trước đây thường không ăn thịt ngựa. Nếu cùng đường, bất đắc dĩ phải ăn thịt ngựa trong trường hợp không còn gì ăn, để cứu đói, thì bao giờ người ta cũng chừa lại cái đầu và cất công mang lên đỉnh núi cao nhất để thờ. Người Mông Cổ ăn xúc xích thịt ngựa gọi là kazy và uống thứ rượu làm từ sữa ngựa gọi là airag. Họ chuộng thịt bò và thịt cừu hơn, song thịt ngựa vẫn được nhiều người chọn dùng vào mùa đông giá lạnh vì nó ít cholesterol và thịt ngựa được giữ cho không đông và theo truyền thống, người Mông Cổ tin rằng thực phẩm này giúp cho cơ thể ấm hơn. Người Kazakhstan cũng là dân du mục nên sử dụng thịt ngựa làm thực phẩm thông dụng. Người Kazakhstan có nhiều cách chế biến thịt ngựa như là, xúc xích thịt ngựa gọi là shuzhuk, thịt ngựa sấy khô gọi là sur-yet.
Ngoài ra, Ngựa là nguyên liệu cho nhiều sản phẩm do con người làm trong suốt lịch sử, trong đó có các sản phẩm phụ từ việc giết ngựa lấy thịt hay thu thập những sản phẩm từ những con ngựa sống. Sản phẩm thu được từ ngựa sống như sữa ngựa, được các trại chăn nuôi ngựa sản xuất, chẳng hạn như ở Mông Cổ, người ta để cho sữa ngựa lên men rồi sản xuất gọi là kumis (giống như chất rượu) Hiện nay loại này vẫn còn quan trọng đối với các dân tộc Trung Á thảo nguyên, Huno-Bulgar, gốc Thổ Nhĩ Kỳ và Mông Cổ: Bashkirs, Kalmyk, Kazakh, Kyrgyzstan, Mông Cổ, người Duy Ngô Nhĩ, và Yakuts. Máu ngựa đã từng được sử dụng như thực phẩm của người Mông Cổ và các bộ lạc du mục, người ta đã tìm thấy nó là một nguồn dinh dưỡng thuận tiện khi đi đoạn đường quá xa hay đi du lịch. Người Mông Cổ uống máu ngựa làm cho họ đi xe trong thời gian dài mà không cần dừng lại để ăn.

## Trong văn hóa

### Tín niệm
Giống ngựa lừng danh Mông Cổ lại không phải là linh vật tổ (Tô-tem) của người Mông Cổ, với tất cả các đặc tính ưu việt của giống ngựa Mông Cổ như khỏe mạnh, bản năng sinh tồn lớn, sức chịu đựng phi thường, khả năng thích nghi vô tận, nhưng cho dù rất ưu việt so với nhiều giống ngựa khác trên thế giới, nhưng ngựa Mông Cổ vẫn không có tính chiến đấu cao vì bị thiến. Ngựa chiến phải là ngựa bị thiến để ngựa không phải bận tâm tìm bạn tình, chính vì vậy ngựa chiến không có khả năng chiến đấu cao với thiên địch, không thể nào chiến thắng được kẻ thù truyền kiếp là sói. Đặc biệt là, cho dù là ngựa Mông Cổ, loài ngựa này vẫn bị con người bắt giữ và thuần hóa dễ dàng.
Ở Mông Cổ, trong đó ngựa có khoảng trên 2,5 triệu con. cuộc đời du mục nơi thảo nguyên bao la, rộng lớn, nên chỉ có thể trông cậy vào người bạn đường là ngựa. Ngựa là thứ qúy nhất với người Mông Cổ. Ngựa chở người, thồ hàng, ngựa chăn cừu, đi săn, trước đây, nó chinh chiến cực dẻo dai. Môn đua ngựa cũng được dân Mông Cổ ưa chuộng nhất, rồi mới đến bắn cung, đấu vật. Với người Mông Cổ, ngựa tượng trưng cho sức mạnh, sự trung thành, sức sống mãnh liệt và may mắn. Ở nông thôn, trẻ em 3 tuổi đã được cha, anh dạy cưỡi ngựa. Đến 10 tuổi, chúng đã phi ngựa như bay. Quanh phố phường Ulaanbaatar, bắt gặp nhiều tượng người cưỡi ngựa
Có rất nhiều tư thế khác nhau. Ngựa tung vó kiêu hùng phi nước đại, đầu ngẩng cao, hai vó trước như bay lên. Ngựa cong người, chúc đầu khi bị ghìm cương. Ngựa thung thung đi bước một. Tượng người cưỡi ngựa phi nước đại, tung vó lao về phía trước vẫn nhiều hơn cả, gợi nhớ hình ảnh người hùng trên lưng ngựa chiến, chinh phục khát vọng bá chủ thế giới, tung hoành khắp 2 châu lục Á - Âu một thời. Bức tượng người cưỡi ngựa lớn nhất Mông Cổ đến thời điểm này là tượng Thành Cát Tư Hãn, được hoàn thành vào năm 2008, tại khu tượng đài mang tên Thành Cát Tư Hãn, trên cùng đặt bức tượng Thành Cát Tư Hãn cưỡi trên lưng ngựa chiến bằng thép sáng loáng, cao 40m, nặng 250 tấn.

### Biểu tượng

.

Tulpar là thuật ngữ chỉ một loài ngựa có cánh huyền thoại ở các nước Trung Á, ở Mông Cổ chúng được xem là giống ngựa Mông Cổ. Đây cũng là loài ngựa có cánh hay còn gọi là ngựa bay, xuất hiện trong nhiều truyền thuyết và thần thoại châu Á. Ngựa Tulpar trong Thần thoại Thổ Nhĩ Kỳ, Tulpar trong ngôn ngữ Thổ Nhĩ Kỳ ở khu vực Trung Á cũng có nghĩa là "ngựa có cánh". Tulpar xuất hiện trong nhiều truyền thuyết và thần thoại ở khu vực này. Một trong những truyền thuyết kể lại rằng, anh hùng dân gian người Tuvan, Oskus-ool, đã sử dụng những gì còn lại của con ngựa Tulpar yêu quý để tạo ra cây đàn violon đầu tiên. Người ta tin rằng Tulpar là sự kết hợp mang tính biểu tượng giữa ngựa và chim săn mồi, hai loài vật thường được người dân Trung Á sử dụng trong săn bắt. Tulpar đóng vai trò quan trọng trong văn hóa Trung Á. Nó là biểu tượng trên quốc huy của Kazakhstan và Mông Cổ.

### Văn học

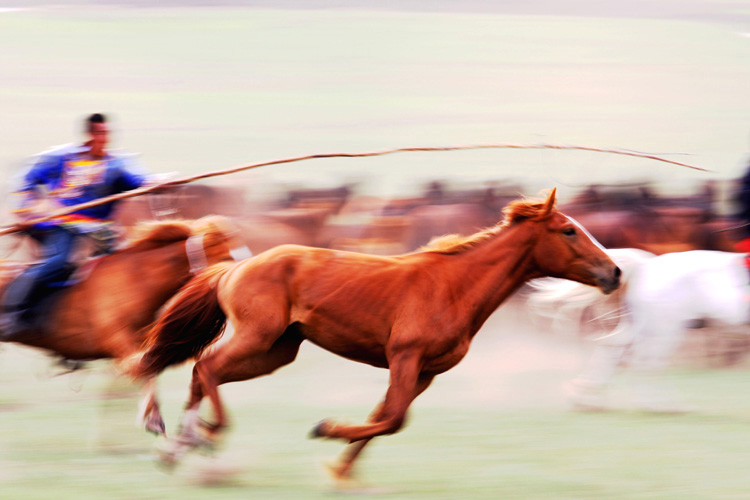
Một con tiểu hồng mã thuộc giống ngựa Mông Cổ

Trong văn hóa có con Tiểu hồng mã, là con ngựa của Quách Tĩnh trong tiểu thuyết của Kim Dung, nó phục vụ cho Quách Tĩnh từ khi ở Mông Cổ cho đến khi Quách Tĩnh theo Tống chống Mông Cổ. Về lai lịch của con hồng mã này không biết ở hang cùng núi thẳm nào ra đây. Nó được khắc họa là một con ngựa hồng nhỏ toàn thân lông đỏ như máu và đổ mô hôi máu giống như là một con hãn huyết mã. Ngựa hay ở Mông Cổ tuy nhiều nhưng cũng ít con bằng được nhưng so với con tiểu hồng mã này.
Nó xuất hiện ban đầu khi xông thẳng vào bầy ngựa cắn đá túi bụi, lại nhanh như chớp xông vào bầy ngựa gây náo loạn, sau đó con hồng mã ấy phi mau như gió, trong khoảnh khắc nó đã chạy xa tít, đứng cách mấy mươi trượng giậm vó hí dài, tựa hồ vô cùng đắc ý. Người ta bắn tên thì con ngựa ấy vô cùng nhanh nhẹn, đợi tên bay gần tới chợt quay ngoắt qua một bên, thân pháp cực mau. Thoáng cái chỉ thấy xa xa ánh hồng chớp lên, con ngựa hồng lại phóng như bay về phía bắc không thấy bóng dáng.
Kim Dung còn mô tả cảnh Quách Tĩnh thuần phục ngựa hồng mã, Quách Tĩnh tay trái nắm cứng đám lông bờm trên gáy con tiểu hồng mã. Con hồng mã hoảng sợ càng phi nhanh, thân hình bị kéo đi như bay trên không nhưng ngón tay vẫn nắm chắc bờm ngựa không buông. Quách Tỉnh ngồi lên lưng ngựa phóng ngược trở lại Con tiểu hồng mã ấy lúc thì đứng thẳng giơ hai chân trước lên, lúc thì tung vó sau đá mạnh, lồng lộn như bị ma ám nhưng vẫn không hất được vật trên lưng. Con tiểu hồng mã lồng lên cắn đá vòng quanh bãi cỏ hơn một giờ mà khí thế càng lúc càng mạnh.
Quách Tĩnh bám cứng vào lưng ngựa như bị dây buộc chặt lên đó, cứ theo lưng ngựa nhô lên hụp xuống không hề rơi xuống. Phàm là tuấn mã ắt có tính bướng, nhưng sau khi bị chế phục nhất định sẽ trung thành kính sợ chủ nhân suốt đời, nếu đông người hợp lực đối phó thì nó thà chết cũng không chịu khuất phục. Quách Tĩnh bị con tiểu hồng mã quần tới mức toàn thân ướt đẫm mồ hôi, đột nhiên đưa cánh tay phải luồn xuống cổ ngựa, hai tay ôm chặt siết chặt, con tiểu hồng mã lồng lên cắn đá nhưng giãy ra không được, cuối cùng không thở được nữa, không sao chịu nổi, đột nhiên đứng yên bất động. Con tiểu hồng mã thè lưỡi liếm mu bàn tay dáng vẻ mười phần thân thiết.